# Sheldon Leonard
Sheldon Leonard Bershad (Manhattan, 22 de fevereiro de 1907 - Beverly Hills, 11 de janeiro de 1997) foi um ator, produtor, diretor e roteirista americano de cinema e televisão.

## Biografia e carreira

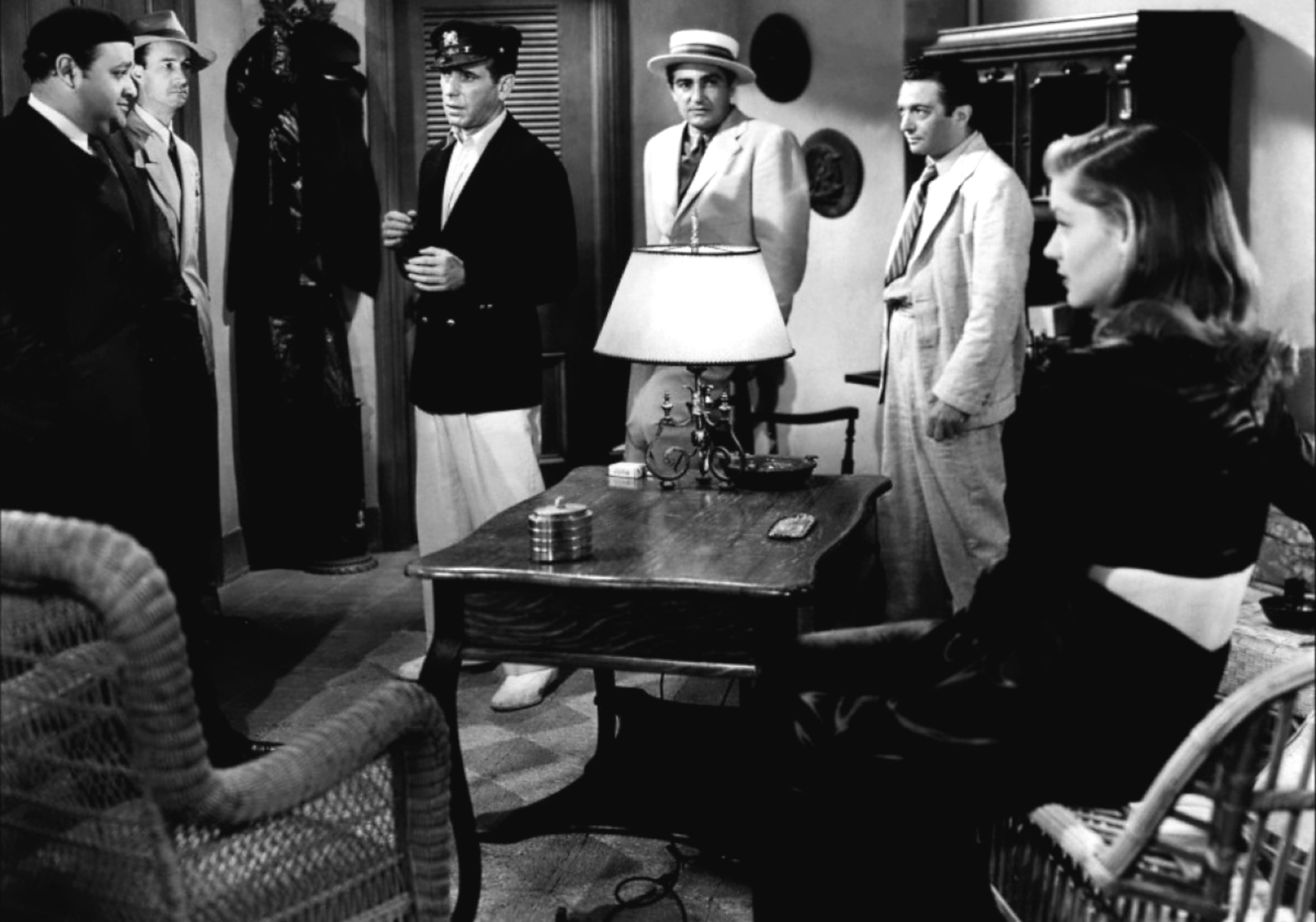
Dan Seymour, Aldo Nadi, Humphrey Bogart, Sheldon Leonard, Marcel Dalio e Lauren Bacall em To Have and Have Not (1944)

Sheldon Leonard Bershad nasceu em Manhattan, Nova York, filho de pais judeus de classe média Anna Levit e Frank Bershad. Ele se formou na Syracuse University em 1929.
Como ator, Leonard se especializou em interpretar personagens coadjuvantes, especialmente gângsteres, em filmes como It's a Wonderful Life (1946; como o bartender Nick), To Have and Have Not (1944), Guys and Dolls (1955), e Open Secret (1948). Sua marca registrada era o sotaque especialmente forte de Nova York, geralmente pronunciado pelo canto da boca. Em Decoy (1946), Leonard usa sua persona "pesada" para criar o duro detetive de polícia Joe Portugal.
No rádio 1945-1955, Leonard teve uma excêntrica participação em O Programa de Jack Benny e mais tarde na série de TV de mesmo nome. Seu papel era saudar Benny do nada nas estações de trem, nas esquinas das ruas ou nas lojas de departamento ("Hey Bud. Vem cá um minuto"), perguntar a Benny o que ele estava prestes a fazer e, em seguida, tentar dissuadi-lo de seu curso de ação, recorrendo a uma lógica de corrida fútil e irrelevante. Como "The Tout", ele nunca deu informações sobre corridas de cavalos, a menos que Jack exigisse. Uma desculpa que o vendedor deu foi: "Quem sabe sobre cavalos?"
Leonard fez parte do elenco de dubladores do programa de rádio Damon Runyon Theatre (1948–1949). Ele fez parte do elenco do programa de rádio Martin and Lewis. Ele também apareceu com frequência em As Aventuras do Santo, muitas vezes interpretando gangsters, mas também às vezes em papéis mais positivos. Leonard também foi regular na série de comédia de rádio The Adventures of Maisie nos anos 1940. Durante a década de 1950, Leonard fez a voz do gato gordo preguiçoso Dodsworth em dois desenhos animados da Merrie Melodies dirigidos por Robert McKimson, da Warner Bros.

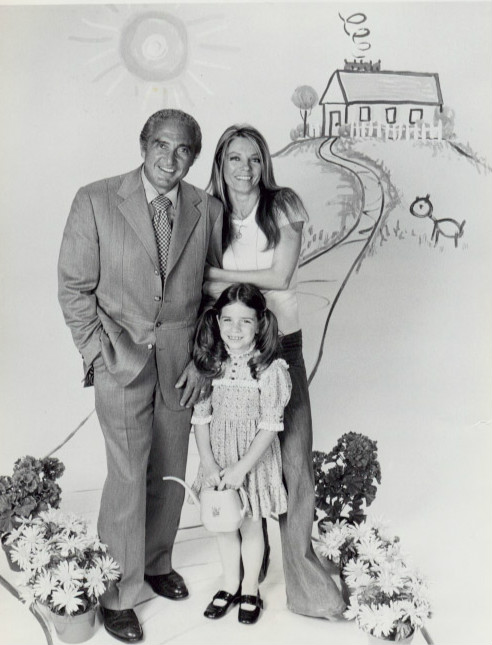
Leonard, Sheree North e Quinn Cummings em Big Eddie, 1975

No filme de aventura The Iroquois Trail (1950), Leonard jogou contra o tipo no papel significativo do Chefe Ogane, um guerreiro nativo americano, que persegue e luta contra o homem da fronteira Nat "Hawkeye" Cutler (George Montgomery) em um duelo climático até a morte com facas.
Mais tarde, nos anos 1950 e 1960, ele estabeleceu uma reputação como produtor de séries de televisão de sucesso, incluindo The Danny Thomas Show (também conhecido como Make Room For Daddy) (1953–64), The Andy Griffith Show (1960–68), Gomer Pyle USMC (1964–69), The Dick Van Dyke Show (1961–66) e I Spy (1965–68). Ele também dirigiu vários episódios de séries de TV, incluindo quatro dos oito primeiros episódios da série de TV (1ª temporada de 1954). Leonard também forneceu a voz de Linus the Lionhearted em uma série de comerciais de TV de cereais Post Crispy Critters em 1963-64, que levou a uma série de desenhos animados de Linus que foi ao ar nas manhãs de sábado (e mais tarde, domingo) na CBS (1964-66) e ABC (1967–69). Ele também foi brevemente a estrela de seu próprio programa de televisão Big Eddie (1975), onde interpretou o dono de uma grande arena esportiva. O show durou apenas dez episódios.
O personagem Andy Taylor foi apresentado em um episódio de 1960 do The Danny Thomas Show, que deu origem à série The Andy Griffith Show. Leonard é informalmente creditado por desenvolver a prática de usar um episódio de uma série como um episódio piloto para uma nova série, em que uma estrela convidada é apresentada como um novo personagem com a intenção de usar esse personagem como base para um novo show. Ele foi o produtor executivo de Gomer Pyle USMC e apareceu no programa como um produtor de Hollywood que tem que fazer 34 tomadas em uma cena de cinema antes que o sargento Carter acerte ("A Star is Not Born").
Leonard também tem a distinção (junto com o autor Mickey Spillane) de ser um dos dois primeiros porta-vozes da Miller Lite. Usando seu sotaque de marca registrada, ele disse ao público: "No início, fiquei relutante em experimentar o Miller Lite, mas depois fui persuadido a fazê-lo por meu amigo Large Louis." Um de seus últimos papéis como ator foi uma aparição especial na série de TV Cheers, na qual interpretou Sid Nelson, o proprietário de "The Hungry Heifer", o restaurante favorito de Norm Peterson.
Leonard morreu em 11 de janeiro de 1997, 6 semanas antes de seu 90º aniversário. Ele foi enterrado no cemitério Hillside Memorial Park em Culver City, Califórnia.

## Legado
Bill Cosby, a quem Leonard escalou para o elenco de I Spy, descreveu Leonard como "meu último pai" quando dedicou um episódio de Cosby a Leonard e a seu filho assassinado Ennis Cosby. Bill Cosby também incluiu uma personificação de Sheldon Leonard em uma faixa de seu álbum de comédia de sucesso de 1966, Wonderfulness. A faixa, "Niagara Falls", descreve a lua de mel de Sheldon Leonard nas Cataratas do Niágara.
Em "Monkees Marooned", o oitavo episódio da segunda temporada de The Monkees, um personagem chamado "Leonard Sheldon", e falando com o sotaque de Leonard, se aproxima de Peter Tork na rua, bem como "The Tout" e convence Tork a trocar o seu guitarra para um mapa do tesouro.
O nome de Leonard serviu de epônimo para os personagens Sheldon Cooper e Leonard Hofstadter na sitcom americana The Big Bang Theory porque os escritores eram fãs de seu trabalho.

## Selecione filmografia
Ator
- The People's Enemy (1935) as Third Department of Justice Representative
- Ouanga (1936) as LeStrange, the Overseer
- Another Thin Man (1939) as Phil Church
- Tall, Dark and Handsome (1941) as Pretty Willie Williams
- Private Nurse (1941) as John Winton
- Buy Me That Town (1941) as Chink Moran
- Week-End in Havana (1941) as Boris
- Married Bachelor (1941) as Johnny Branigan
- Rise and Shine (1941) as Menace
- Born To Sing (1942) as Pete Detroit
- Tortilla Flat (1942) as Tito Ralph
- Pierre of the Plains (1942) as Clairou
- Street of Chance (1942) as Detective Joe Marruci
- Lucky Jordan (1942) as Slip Moran
- City Without Men (1943) as Monk LaRue
- Taxi, Mister (1943) as Gangster Louis Glorio / The Frisco Ghost
- Hit the Ice (1943) as 'Silky' Fellowsby
- Passport to Suez (1943) as Johnny Booth
- Harvest Melody (1943) as Chuck
- Klondike Kate (1943) as 'Sometime' Smith
- Timber Queen (1944) as Smacksie Golden
- Uncertain Glory (1944) as Henri Duval
- Trocadero (1944) as Mickey Jones
- Gambler's Choice (1944) as Chappie Wilson
- To Have and Have Not (1944) as Lt. Coyo
- The Falcon in Hollywood (1944) as Louie Buchanan
- Zombies on Broadway (1945) as Ace Miller
- Crime, Inc. (1945) as Capt. Ferrone
- Radio Stars on Parade (1945) as Lucky Maddox
- River Gang (1945) as Peg Leg
- Why Girls Leave Home (1945) as Chris Williams
- Captain Kidd (1945) as Cyprian Boyle
- Frontier Gal (1945) as 'Blackie' Shoulders
- The Gentleman Misbehaves (1946) as Trigger Stazzi
- Her Kind of Man (1946) as Felix Bender
- Rainbow Over Texas (1946) as Kirby Haynes
- Somewhere in the Night (1946) as Sam
- Bowery Bombshell (1946) as Ace Deuce Baker
- The Last Crooked Mile (1946) as Ed 'Wires' MacGuire
- Decoy (1946) as Police Sgt. Joe Portugal
- It's a Wonderful Life (1946) as Nick, the bartender
- Sinbad the Sailor (1947) as Auctioneer
- Violence (1947) as Fred Stalk
- The Hal Roach Comedy Carnival (1947) as Louie, in 'Fabulous Joe'
- The Fabulous Joe (1947) as Louie
- The Gangster (1947) as Cornell
- Open Secret (1948) as Detective Sgt. Mike Frontelli
- Alias a Gentleman (1948) as Harry Bealer
- If You Knew Susie (1948) as Steve Garland
- Madonna of the Desert (1948) as Nick Julian
- Jinx Money (1948) as Lippy Harris
- Joe Palooka in Winner Take All (1948) as Hermon
- Shep Comes Home (1948) as 'Swifty' Lewis
- Two Knights from Brooklyn (1949) as Louis Glorio / The Frisco Ghost (archive footage)
- Daughter of the Jungle (1949) as Dalton Kraik
- My Dream Is Yours (1949) as Fred Grimes
- Take One False Step (1949) as Pacciano
- The Iroquois Trail (1950) as Chief Ogane
- Abbott and Costello Meet the Invisible Man (1951) as Morgan
- Behave Yourself! (1951) as Shortwave Bert
- Come Fill the Cup (1951) as Lennie Garr
- Here Come the Nelsons (1952) as Duke
- Kiddin' the Kitten (1952) as Dodsworth (voice)
- Young Man with Ideas (1952) as Rodwell 'Brick' Davis
- Sock-a-Doodle-Do (1952) as Kid Banty (voice)
- Breakdown (1952) as Nick Sampson
- Stop, You're Killing Me (1952) as Lefty
- A Peck o' Trouble (1953) as Dodsworth (voice)
- The Diamond Queen (1953) as Mogul
- Money From Home (1953) as Jumbo Schneider
- Guys and Dolls (1955) as Harry the Horse
- Pocketful of Miracles (1961) as Steve Darcey
- The Brink's Job (1978) as J. Edgar Hoover

Produtor
- The Danny Thomas Show (1953–1964). Ele também apareceu na tela como Phil Brokaw (1957-1961).
- The Andy Griffith Show (1960-1968).
- The Dick Van Dyke Show (1961–1966). Ele também apareceu na tela no episódio da 3ª temporada "Big Max Calvada".
- Gomer Pyle, USMC (1964–1969). Ele também apareceu na tela no episódio da 5ª temporada "A Star is Not Born".
- I Spy (1965–1968).
- Família acidental (1967–1968)
- Meu mundo e bem-vindo a ele (1969-1970)
- From a Bird's Eye View (1970–1971)
- Shirley's World (1971-1972)

Diretor
- The Andy Griffith Show
- The Danny Thomas Show
- The Dick Van Dyke Show
- Meu marciano favorito (apenas piloto)
- Eu espiono
- Lassie (4 episódios, temporada 1: 1954)